# Coeveringse Heide
De Coeveringse Heide is een natuurgebied ten oosten van Geldrop. Het gebied bevindt zich tussen de Molenheide en de bebouwde kom van Geldrop, en wel ter hoogte van de wijk Coevering. In het zuiden wordt het gebied begrensd door de A67, ten zuiden waarvan zich de Braakhuizense Heide bevindt. Het gebied is eigendom van de gemeente Geldrop-Mierlo.
De Coeveringse Heide bestaat voornamelijk uit naaldbos. Daarnaast zijn er ook heiderestanten en ligt er een ven. In 2007 is er een begrazingsgebied ingesteld.
Het gebied is vrij toegankelijk. Er zijn wandelingen uitgezet en er loopt een terreinfietsroute door het gebied.